# Бела удовица
Не поистовећивати са чланком Алисија (теленовела).
Бела удовица (шп. La viuda de Blanco) америчка је теленовела, продукцијске куће Телемундо, снимана 2006.
У Србији је емитована током 2007. и 2008. на Фокс телевизији.

## Синопсис
У градић Тринидад долази једна чудна жена у потрази за својом прошлошћу. То је Алисија Гвардијола, удовица и мајка двоје малих близанаца, Фелипеа и Дувана, који живе под старатељством своје баке, уважене Доња Перфекте Албарасин де Бланко.
Алисијин повратак изазваће сваки вид одбијања, како од стране породице Бланко, тако и свих њихових познаника, који ће по сваку цену да се труде не би ли је спречили у намери да поврати своју децу. Поред тога, долазак ове лепе жене у Тринидаду изазваће и битан преокрет у судбини тог места. Она ће бити узрок важних промена, које ће се одвијати усред непосредне борбе за власт и правду.

## Улоге
| Глумац:               | Улога:                            |
| --------------------- | --------------------------------- |
| Итати Канторал        | Алисија Гвардиола                 |
| Франциско Гаторно     | Себастијан Бланко                 |
| Алехандро Флорес      | Фелипе / Дуван Бланко             |
| Сули Монтеро          | Доња Перфекта Албарасин де Бланко |
| Флавио Кабаљеро       | Хустино Брињон                    |
| Жарик Леон            | Илуминада Урбина                  |
| Лилибет Мориљо        | Хајде Бланко                      |
| Јанет Лехр            | Јудит                             |
| Едуардо Ибарола       | Лаурентино Урбина                 |
| Карлос Умберто Камачо | Димас Пантоха                     |
| Мартин Карпан         | Амадор Бланко                     |
| Мичеле Варгас         | Валерија                          |
| Марта Павон           | Офелија                           |
| Педро Морено          | Керубин                           |
| Алфонсо Дилука        | Иполито                           |
| Мануел Балби          | Мегатео                           |
| Родолфо Хименез       | Пабло Риос                        |